# Platygyra lamellina
Platygyra lamellina — вид колоніальних коралів, що належать ряду мадрепорових родини Faviidae.

## Поширення
Вид поширений в Індо-Тихоокеанському регіоні від Мадагаскару та Червоного моря до Австралії та Японії. Трапляється серед коралових рифів.

## Опис
Колонія масивна, майже куляста або напівкуляста. Окремі кораліти відсутні - всі вони зливаються в довгі звивисті ряди, що мають вигляд неглибоких борозенок з поперечними септах по краях. Короткі щілиноподібні ротові отвори проходять по дну таких борозенок. Колір колонії буро-зелений, живі тканини всередині борозенок світло-зелені.